# 陆培 (雍正进士)
陆培（1686年—1752年），字翼凤，号南香（一作南芗），又号白蕉，浙江嘉兴府平湖县人。清朝官员，词人。雍正二年（1724年）中进士，曾任安徽池州府东流县知县，后又曾署理贵池县事，罢官归里后热衷作词，著有《白蕉词》4卷。

## 生平
陆培早年为生员时，就喜欢写词。雍正二年（1724年）中进士，雍正六年（1728年）选为安徽池州府东流县知县。正好遇到长江派发大水，老百姓流离失所，陆培努力安抚民众，并暂时停止征税。因为擅自停征，遭到安徽巡抚魏廷珍的弹劾，雍正帝觉得魏廷珍想归怨于上，暂时没有处理。第二年，东流县获得了大丰收，老百姓感激陆培的帮助，主动缴完了两年的欠税，陆培才得免受处罚。陆培在东流知县任上时，曾遇到一起渔民被谋杀的案件，观察尸体后，觉得凶手应该是左撇子，就把附近的渔民都召集起来，请他们吃饭，果然发现其中一个人用左手，而且神色很不自然，于是把他抓起来审讯，那人马上就认罪了。后来又署理贵池县，革除了当地差役通过承包收税权，来盘剥百姓的弊政，此外还致力于抓捕盗贼，提升了地方治安。后因得罪上官，罢官归里。晚年曾在东台、当湖、九峰等书院讲课，乾隆十七年（1752年）十一月病死。

## 家庭
陆培的堂弟陆增，也是有名的词人、书画家，著有《绿蕉词》二卷。长子陆锡周，字鲁东，乾隆丙子科举人，前妻张氏所生；次子陆锡禹，字遵五，为生员，填房李氏所生，很年轻就去世了。

## 著作
陆培罢官后以作词自娱，著有《白蕉词》4卷，他的词得到了当时文人厉鄂、杭世骏的推崇。诗词选家王昶所编《琴画楼词钞》收录二十五家词集，其中有陆培《白蕉词》64首。

## 引用
1. ↑  《光绪平湖县志》卷16《陆培传》：“为诸生时，善填词。”
2. ↑  《嘉庆东流县志·卷之十·学校志上·陆培重修东流县学记》：“东流为江南池州属邑，皇上御极之六年，培奉檄来知县事。”
3. ↑  《光绪平湖县志》卷16《陆培传》：“江心水暴涨，民失业。培安抚之，缓其征。”
4. ↑  《碑传集补》卷21《文林郎知东流县事南香陆君墓表》：“明年大稔，洲民感君恩，并完两年之粮，始得无累。”
5. ↑  《光绪嘉兴府志》卷58《陆培传》：“山溪捕鱼者，夜毙于石，莫得凶首。培招众予食，察左手食者目动，一讯即服。”
6. ↑  《光绪平湖县志》卷16《陆培传》：“署贵池，革除胥役包粮，严捕盗法。”
7. ↑  《樊榭山房文集》卷4《陆南香白蕉词序》：“既而南香竟以不合上官意，拂衣归里。”
8. ↑  《碑传集补》卷21《文林郎知东流县事南香陆君墓表》：“君卒于乾隆壬申十一月，年六十有七。”
9. ↑  《乾隆平湖县志》卷11《陆培传》：“子锡周，字鲁东，乾隆丙子举人；锡禹，字遵五，诸生，早殁。”
10. ↑  《光绪平湖县志》卷16《陆培传》：“篇什益多，仁和杭世骏，钱塘厉鹗交口引重。”